# Kultura kołoczyńska

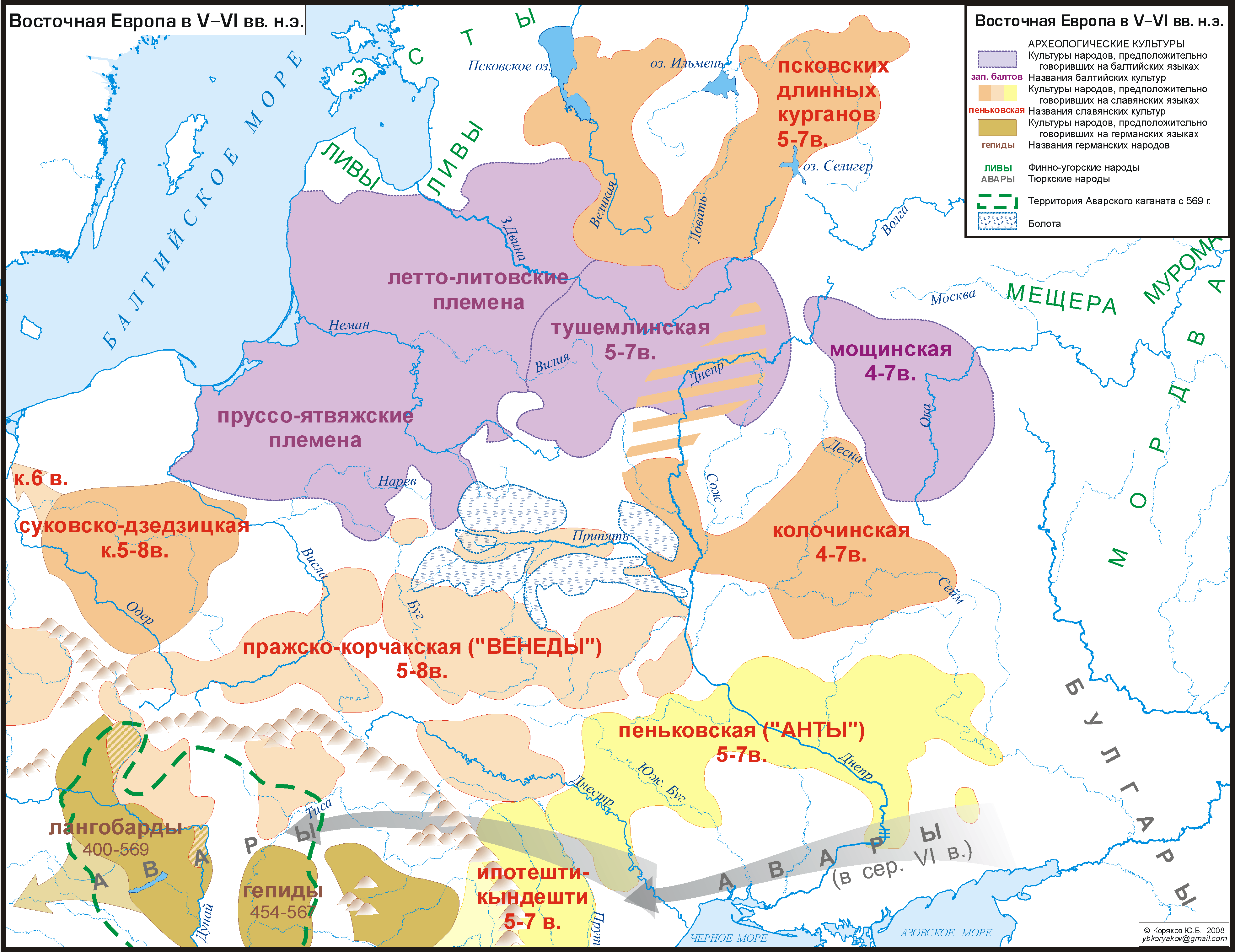
Kultura kołoczyńska (kolor pomarańczowy, opisana jako kолочинская)

Kultura kołoczyńska – kultura archeologiczna datowana na około IV–VII w. n.e. Stanowisko eponimiczne w Kołocznie k. Rzeczycy na Białorusi.
Zajmowała obszar nad środkowym Dnieprem, Desną i Sejmem.
Ludność zamieszkiwała obszary leśne i lasostepowe, prowadziła gospodarkę rolniczo-hodowlaną, zamieszkiwała w małych osadach złożonych głównie z chat-półziemianek. Budowano również grody.
Przynależność etniczna tej kultury bywa dyskutowana, rozpatruje się warianty słowiański i bałtyjski.
Na obszarze tym  w VIII w. upowszechniła się niewątpliwie już słowiańska kultura borszewsko-romneńska.                                          